# White Bird in a Blizzard
White Bird in a Blizzard es una novela de ficción escrita por Laura Kasischke.